# Причастие
Причастие пренасочва насам.  За религиозното тайнство вижте Евхаристия.
Причастието е нелична глаголна форма, която означава признак или резултат от действие. В българския език причастията изразяват категориите:
- време: сегашно, минало (свършено или несвършено);
- залог: деятелен, страдателен;
- вид: свършен, несвършен.

Като отглаголни прилагателни, повечето причастия се менят по род и число и могат да се членуват и степенуват (напр. най-четената книга).
В съвременния български книжовен език се различават пет вида причастия:
- сегашно деятелно (четящ);
- минало свършено деятелно (чел);
- минало несвършено деятелно (четял);
- минало страдателно (четен);
- деепричастие (четейки).

Миналите причастия могат да се употребяват като:
- сказуеми: чел съм, четено е, бях чел, била е четена;
- съгласувани определения: четена книга, прочелите книгата ученици.

Сегашното деятелно причастие се употребява само като определение (пишеща машина, запомнящо устройство).
Миналото несвършено деятелно причастие се употребява само в преизказни и предположителни глаголни форми.
|                                      | ПРА̀ВЯ (глагол от несвършен вид)                   | НАПРА̀ВЯ (глагол от свършен вид)                           | НАПРА̀ВЯМ (вторичен несвършен глагол)                      |
| ------------------------------------ | ------------------------------------------------- | --------------------------------------------------------- | --------------------------------------------------------- |
| Минало страдателно причастие         | пра̀вен(ия(т)) пра̀вена(та) пра̀вено(то) пра̀вени(те) | напра̀вен(ия(т)) напра̀вена(та) напра̀вено(то) напра̀вени(те) | напра̀вян(ия(т)) напра̀вяна(та) напра̀вяно(то) напра̀вяни(те) |
| Минало свършено деятелно причастие   | пра̀вил(ия(т)) пра̀вила(та) пра̀вило(то) пра̀вили(те) | напра̀вил(ия(т)) напра̀вила(та) напра̀вило(то) напра̀вили(те) | напра̀вял(ия(т)) напра̀вяла(та) напра̀вяло(то) напра̀вяли(те) |
| Минало несвършено деятелно причастие | пра̀вел пра̀вела пра̀вело пра̀вели                    | напра̀вел напра̀вела напра̀вело напра̀вели                    | напра̀вял напра̀вяла напра̀вяло напра̀вяли                    |
| Сегашно деятелно причастие           | пра̀вещ(ия(т)) пра̀веща(та) пра̀вещо(то) пра̀вещи(те) | няма                                                      | напра̀вящ(ия(т)) напра̀вяща(та) напра̀вящо(то) напра̀вящи(те) |
| Деепричастие                         | пра̀вейки                                          | няма                                                      | напра̀вяйки                                                |

Забележки:
1) Сегашното деятелно причастие и деепричастието изразяват действие, едновременно с друго действие, затова те могат да бъдат образувани само от глаголи от несвършен вид. Например има думи казващ и казвайки, обаче няма думи кажещ и кажейки.
2) Миналото несвършено деятелно причастие се употребява само в преизказни и предположителни глаголни форми. Тоест то не може да се използва като определение, поради което не може и да се членува. Вместо него като определение се използва миналото свършено деятелно причастие.
Например правилно е да се каже:
Училите стихотворението да вдигнат ръка.
Неправилно:
Учелите стихотворението да вдигнат ръка.
3) Сегашно страдателно причастие не съществува официално в съвременния български език. Думи, които по строеж наподобяват сегашни страдателни причастия, се срещат доста често: непромокаем, разпознаваем, доказуем, изискуем, четим, недосегаем, непроходим, необходим и много други. С прибавянето на -ем/-им към глаголната основа се изразява, че поясняваната част на речта подлежи (или не подлежи) на дадено действие. Например „приходите са несъбираеми“ означава, че приходите не подлежат на събиране, не могат да бъдат събрани. Подобни думи в българския език се разглеждат като прилагателни имена, а не като причастия, защото въпреки големия си брой и ясния модел на образуване представляват затворена група, тоест не могат да се създават нови думи по същия модел, макар значението на съответния глагол да допуска това поначало. Например не съществуват думи
(не)почистваем/(не)чистѝм, (не)изпиваем и т.н.
Нелични глаголни форми в българския език: причастие, деепричастие и отглаголно съществително име. Съвременният български език няма инфинитив и супин, които също са нелични глаголни форми.